# Polarografia
|  | No s'ha de confondre amb Polarimetria. |

La polarografia és una subclasse de voltamperometria en què l'elèctrode de treball és un elèctrode de gota de mercuri (DME), útil pel seu ampli rang catòdic i la seva superfície renovable. Va ser inventat per Jaroslav Heyrovský

## Teoria d'operació

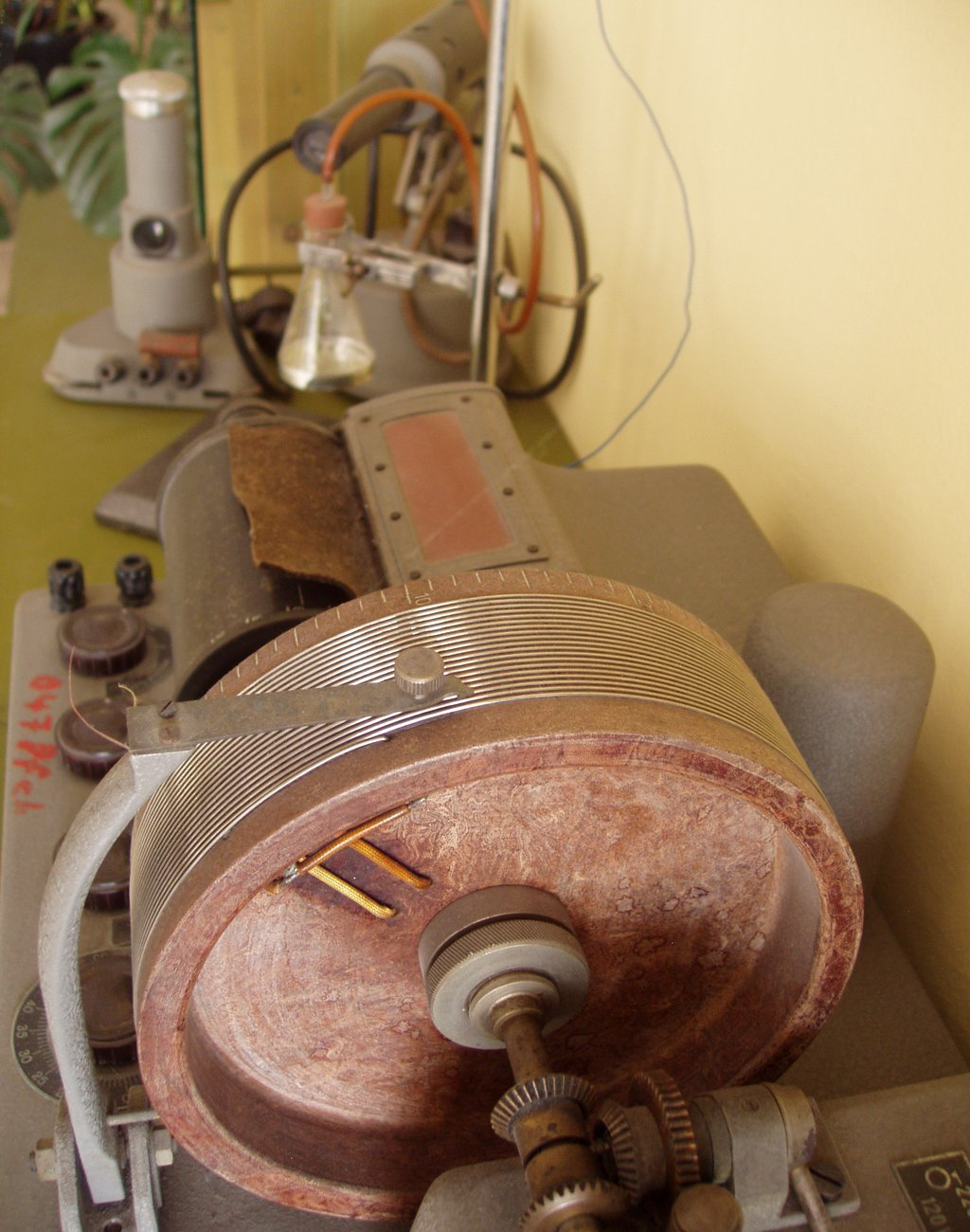
Polarògraf de Heyrovský Polarograph

La polarografia és una mesura voltamperomètrics en què la resposta està determinada pel transport combinat de massa difusió/convecció.
La polarografia és un tipus específic de mesura que cau en la categoria general de voltamperometría d'escombratge lineal, en el qual el potencial d'elèctrode es troba alterat en forma lineal des del potencial inicial fins al potencial final. Com a mètode d'escombratge lineal controlat pel transport de massa per difusió/convecció, la resposta corrent contra el potencial d'un experiment polarògraf té la típica forma sigmoidal. El que fa a la polarografia diferent d'altres mesures de voltamperometría lineal d'escombrat, és que polarografia fa ús de l'elèctrode de gota de mercuri (DME).
Una gràfica del corrent contra el potencial en un experiment de polarografia, mostra les oscil·lacions de corrent corresponents a les gotes de mercuri que cauen des del capil·lar. Si es connecta el màxim de corrent de cada gota resultaria una forma sigmoide. El corrent limitant (l'altiplà en els sigmoides), anomenada corrent de difusió perquè la difusió és la principal contribució al flux de material electroactiu en aquest moment de la vida gota de Hg, es relaciona amb la concentració de l'analit mitjançant l'equació d'Ilkovic:
{\displaystyle I_{D}=708n{\text{D}}^{\frac {1}{2}}m^{\frac {2}{3}}t^{\frac {1}{6}}C}
On D és el coeficient de difusió de l'analit en el medi (cm  2 /s), N és el nombre d'electrons transferits per mol d'analit, m és el flux màssic de Hg a través del capil·lar (mg/s), t és el temps de vida de la gota en segons, i C és la concentració de l'analit en mol/cm  3 .

## Limitacions

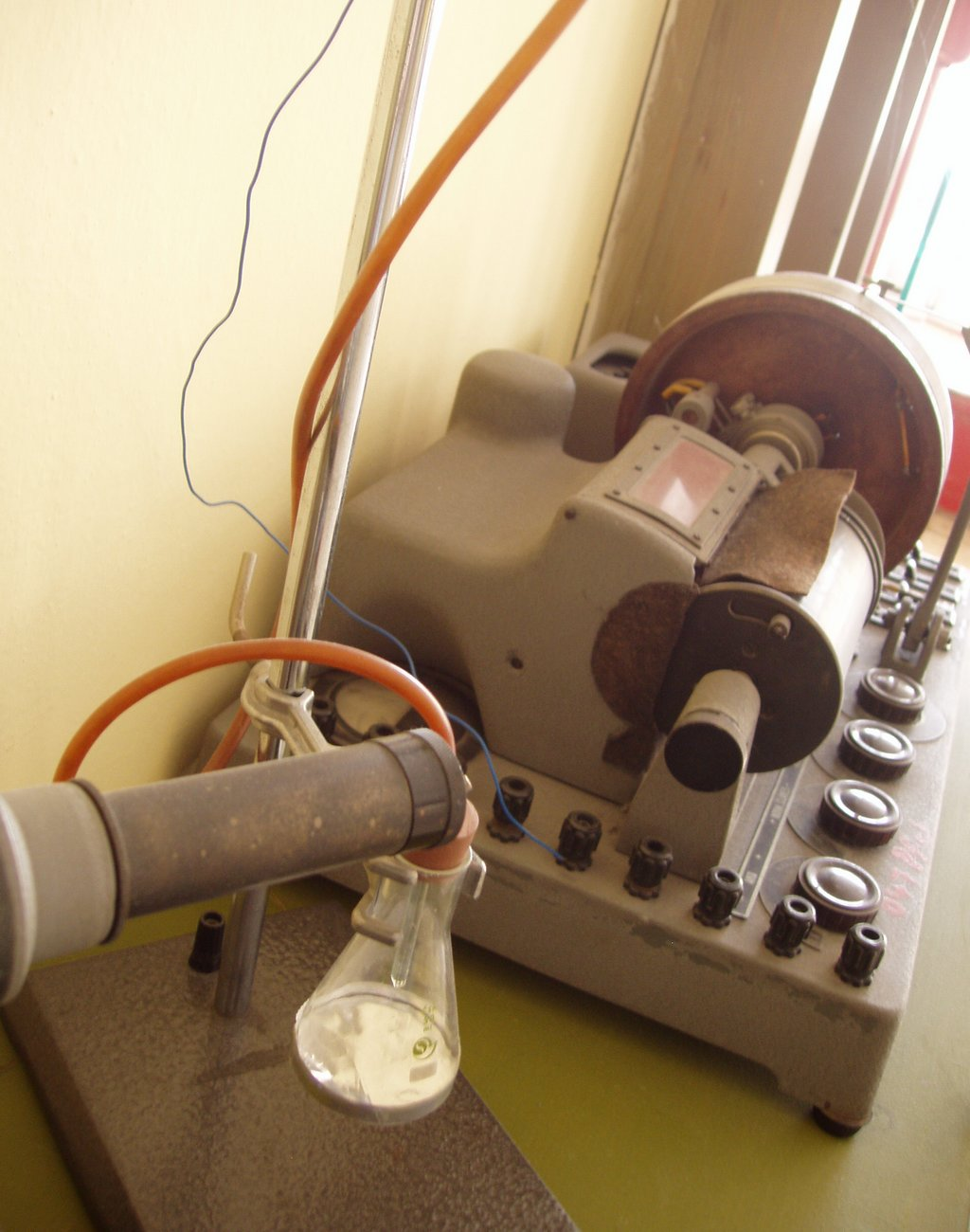
Polarògraf de Heyrovský i elèctrode de gota de mercuri

Hi ha diverses limitacions, en particular, per a l'experiment de polarografia clàssic per a mesures d'anàlisi quantitativa. Com que el corrent es mesura contínuament durant el creixement de la gota d'Hg, hi ha una contribució substancial del corrent capacitiva. Com el mercuri flueix des de l'extrem del capil·lar, inicialment hi ha un gran increment de l'àrea superficial. Com a conseqüència, el corrent inicial està dominat pels efectes capacitius com passa amb la càrrega en incrementar ràpidament la interfície. Cap al final de la vida de la gota, hi ha un canvi petit en l'àrea superficial que fa que disminueixin la contribució dels canvis capacitius al corrent total. Al mateix temps, qualsevol procés redox que es produeixi resultarà en corrent farad, que decau aproximadament amb l'arrel quadrada del temps (a causa de les creixents dimensions de la capa de difusió de Nernst. El decaïment exponencial del corrent capacitiva és molt més ràpid que el decaïment del corrent farad, d'aquí que el corrent farad sigui proporcionalment més gran al final de la vida de la gota. Malauradament, aquest procés és complicat per al potencial contínuament canviant que s'aplica a l'elèctrode de treball (la gota d'Hg) durant tot l'experiment. Com el potencial està canviant durant la vida de gota (assumint paràmetres experimentals típics de 2mV/sec de velocitat de rastreig i un temps de vida de la gota de 4 s, el potencial pot canviar de 8 mV des del principi al final de la gota), el carregat de la interfície (el corrent capacitiva) té una contribució contínua al corrent total, encara al final de la gota quan l'àrea superficial no canvia ràpidament. Com a tal, la relació típica senyal/soroll d'un experiment polarògraf mostra límits de detecció de només aproximadament 10  -5  o 10  -6  M.

## Millores
Dramàticament la millor discriminació contra el corrent capacitiu poden obtenir mitjançant les tècniques de "tast" i pols polarògraf. Aquestes han estat desenvolupades amb la introducció de potenciostat electrònics analògic i digital. Una primera millora important s'obté si el corrent només es mesura al final del temps de vida de cada gota (polarografia "tast"). Una millora encara més gran ha estat la introducció de la polarografia de pols diferencial. Aquí, el corrent és mesura abans del principi i abans del final de talls polsos de potencial. L'últim està sobreposat a la funció potencial-temps lineal de l'exploració voltamétrica. Les amplituds típiques d'aquests polsos s'estenen entre 10 i 50 mV, mentre que la durada del pols és de 20 a 50 ms. La diferència entre els valors dels dos corrents es pren com el senyal analític. Aquesta tècnica és una millora en els límits de detecció d'entre 100 a 1000 vegades, perquè el component capacitiu és suprimit eficaçment.

## Informació cualitativa
La informació qualitativa també pot ser determinada a partir del potencial d'ona mitjana del polarograma (el gràfic corrent contra el Potencial en un experiment polarògraf). El valor del potencial d'ona mitjana està relacionat amb el potencial estàndard per a la reacció redox que està sent estudiada.